# Edmund Wojtyła

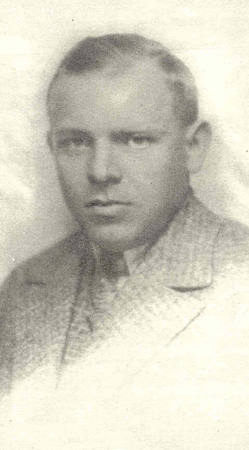
Edmund Antoni Wojtyła, vor 1933

Edmund Antoni Wojtyła (* 27. August 1906 in Krakau; † 4. Dezember 1932 in Bielsko) war ein polnischer Arzt.

## Leben
Sein Vater Karol Wojtyła – gelernter Schneider – war Leutnant der polnischen Armee, nachdem er bereits bis 1918 als Unteroffizier in der Armee Österreich-Ungarns gedient hatte. Die Mutter Emilia Wojtyła, geborene Kaczorowska, war Hausfrau und starb, als Edmund 22 Jahre alt war. Sein 14 Jahre jüngerer Bruder Karol wurde später Johannes Paul II.
Nach Ausbruch des Ersten Weltkriegs besuchte Edmund, bedingt durch die Verlegung der väterlichen Einheit nach Mähren, die österreichische Kadettenschule in Hranice. Er lebte viele Jahre in Wadowice, absolvierte dort die Grundschule und die Realschule und erlangte am 12. Juni 1924 sein Reifezeugnis.
Zwischen 1924 und 1930 studierte er Medizin an der Jagiellonen-Universität in Krakau. Am 28. März 1930 promovierte er.
Am 1. April 1931 wurde er nach einigen Monaten Praxis an der Kinderklinik in Krakau Zweiter Offizier (stellvertretender Leiter) am Städtischen Krankenhaus in Bielsko. Im November 1932 erkrankte der Arzt Edmund Wojtyła an Scharlach, als er einen kranken Patienten rettete. Er starb nach viertägiger schwerer Krankheit am 4. Dezember 1932. Zu seiner Beerdigung auf dem Friedhof in Bielsko kamen viele Menschen zusammen. Im Jahr 1934 wurde Edmunds Leichnam zusammen mit dem Leichnam seiner Mutter und ihrer Eltern in das neuerrichtete Grab auf den Rakowicki-Friedhof in Krakau überführt.
Für den jüngeren Bruder Karol war er Mentor und Beschützer, Begleiter bei seinen Spielen und Bergwanderungen. Auf dem Schreibtisch von Johannes Paul II. in seiner päpstlichen Wohnung im Vatikan lag bis zum Ende seines Pontifikats das Stethoskop des Bruders aus dem Bielsko-Krankenhaus.

## Gedenken
- 2006 wurde der Dokumentarfilm „Brat papieża“, Der Bruder des Papstes, unter Regie von Stanisław Janicki gedreht.[4]
- Nach ihm wurde das Krankenhaus in Bielsko-Biała benannt und das Krankenhaus für Lungenkrankheiten und Rehabilitation in Jaroszowiec.[5][6]
- Nach ihm ist eine Straße in Wadowice benannt.[7]
- Das Jahr 2022 wurde vom Stadtrat von Wadowice zum Jahr von Edmund Wojtyła erklärt.[8]